# Alexander Lebedev
Alexander Lebedev é um empresário russo e um dos mais ricos da Rússia.